# Damian Watson
Damian Watson (* 14. Januar 1987 in Dunedin) ist ein ehemaliger neuseeländischer Eishockeyspieler, der in der New Zealand Ice Hockey League für die Southern Stampede und Dunedin Thunder spielte.

## Karriere
Damian Watson begann seine Karriere als Eishockeyspieler in einer Nachwuchsmannschaft in seiner Geburtsstadt Dunedin. Im Südhalbkugelsommer 2004/05 spielte er für das Juniorenteam des HK Sokil Kiew in der Ukraine. Mit Gründung der New Zealand Ice Hockey League 2005 kehrte er nach Neuseeland zurück und schloss sich der Southern Stampede, Gleich im ersten Jahr konnte er mit seiner Mannschaft den neuseeländischen Meistertitel erringen. Ab 2008 spielte er dann für den Dunedin Thunder aus seiner Heimatstadt, bei dem er 2011 seine Karriere beendete.

### International
Im Juniorenbereich spielte Watson für Neuseeland bei den U18-Weltmeisterschaften 2003, 2004 und 2005 jeweils in der Division III.
Mit der neuseeländischen Herren-Nationalmannschaft nahm Watson an den Weltmeisterschaften der Division III 2009 und der Division II 2011 teil.

## Erfolge und Auszeichnungen
- 2005 Neuseeländischer Meister mit Southern Stampede
- 2009 Aufstieg in die Division II bei der Weltmeisterschaft der Division III

## NZIHL-Statistik
(Stand: Ende der Saison 2011)